# Willy Lorenz (Radsportler)
Eugen „Willy“ Lorenz (* 15. August 1890 in Potsdam; † 15. Juli 1971 in Erfurt) war ein deutscher Radrennfahrer und Trainer.
Willy Lorenz gehörte zur ersten Generation der deutschen Sechstage-Stars; als gebürtiger Potsdamer war er bei Sechstagerennen in Berlin der besondere Publikumsliebling. Das Radfahren erlernte er mit elf Jahren, mit 18 sah er sein erstes Radrennen. Seine eigene Radsportlaufbahn begann er als Flieger; er verfügte über die für diese Disziplin vorteilhafte Körpergröße (1,90 Meter) und athletische Anlagen.
1910 belegte Lorenz den zweiten Platz bei Rund um Berlin; 1911 und 1912 konnte er gleich dreimal das Sechstagerennen von Dresden gewinnen, gemeinsam mit Karl Saldow. Die beiden gewannen 1914 auch das Berliner Sechstagerennen, bis der Erste Weltkrieg die Radsportkarriere von Lorenz unterbrach, der als Soldat eingezogen wurde. Kurz zuvor siegte er im Großen Preis von Thüringen. Nach dem Krieg wurde er dreimal – 1922, 1922 und 1926 – Deutscher Meister im Sprint. Während seiner Karriere, die von 1910 bis 1929 dauerte, startete er bei insgesamt 33 Sechstagerennen und gewann  zehn, die meisten davon gemeinsam mit Saldow. Bei seinen Starts in den Vereinigten Staaten fuhr er die Sechstagerennen mit Walter Rütt. Ungewöhnlich war, dass er als Sprinter (Kurzzeitdisziplin) wie als Sechstagefahrer (Ausdauerdisziplin) gleich erfolgreich war.
Nach Beendigung seiner aktiven Radsportkarriere arbeitete Lorenz in einer Autohandlung; 1939 wurde er vom Ungarischen Radsportverband zum Trainer berufen.